# Визенталь, Чарльз Фредерик
Чарльз Фредерик Визенталь (англ. Charles Frederick Wiesenthal, собственно Карл Фридрих Визенталь, нем. Karl Friedrich Wiesenthal; 1726 — 1 июня 1789) — американский врач и изобретатель немецкого происхождения.

## Биография
Родился в семье врача Иоганна Маттеуса Визенталя из Пазевалька. По всей вероятности, получил медицинское образование и в 1747 году числился врачом в Штрасбурге. В 1752—1755 гг. работал в Лондоне, после чего перебрался в Мэриленд и провёл остаток жизни в Балтиморе. Практиковал как врач, оказал значительное влияние на самоорганизацию балтиморского врачебного сообщества. В 1771 году получил гражданство колонии Мэриленд. Во время Войны за независимость был хирургом в 1-м Мэрилендском батальоне, разработал план организации медицинской помощи участникам войны. Играл заметную роль в жизни немецкой общины Балтимора, в 1783 году выступил организатором Немецкого общества Мэриленда (англ. German Society of Maryland) — организации взаимопомощи местных немцев.

## Изобретения
В 1755 году Визенталь получил британский патент № 701 на швейную иглу особой конструкции. Эта игла считается прямой предшественницей той иглы, которая в дальнейшем была использована при изобретении швейной машинки.